# Mark Mutai
Pour les articles homonymes, voir Kiprotich et Mutai.
Mark Kiprotich Mutai (né le 23 mars 1978) est un athlète kényan spécialiste du 400 mètres.

## Carrière
Médaillé d'or au titre du relais 4 × 400 m aux Championnats d'Afrique 2010 (dernier relayeur), il a réalisé 45 s 28 le 30 juillet 2010 lors des mêmes championnats à Nairobi. Sélectionné dans l'équipe d'Afrique lors de la première édition de la Coupe continentale d'athlétisme, à Split, il s'adjuge la médaille de bronze du relais 4 × 400 m aux côtés de Gary Kikaya, Mohamed Ashour Khouaja et Rabah Yousif. Le 9 octobre, à New Delhi, Mark Mutai remporte le titre du 400 m des Jeux du Commonwealth en 45 s 44, devançant de deux centièmes de secondes l'Australien Sean Wroe.

## Palmarès
| Date | Compétition              | Lieu           | Résultat | Épreuve   |
| ---- | ------------------------ | -------------- | -------- | --------- |
| 2010 | Championnats d'Afrique   | Nairobi        | 4e       | 400 m     |
| 2010 | Championnats d'Afrique   | Nairobi        | 1er      | 4 × 400 m |
| 2010 | Coupe continentale       | Split          | 3e       | 4 × 400 m |
| 2010 | Jeux du Commonwealth     | New Delhi      | 1er      | 400 m     |
| 2010 | Jeux du Commonwealth     | New Delhi      | 2e       | 4 x 400 m |
| 2011 | Jeux mondiaux militaires | Rio de Janeiro | 2e       | 400 m     |
| 2011 | Jeux mondiaux militaires | Rio de Janeiro | 2e       | 4 x 400 m |
| 2011 | Championnats du monde    | Daegu          | 5e       | 4 x 400 m |
| 2011 | Jeux africains           | Maputo         | 3e       | 400 m     |
| 2012 | Championnats d'Afrique   | Porto-Novo     | 3e       | 4 × 400 m |
| 2014 | Championnats d'Afrique   | Marrakech      | 3e       | 4 × 400 m |

## Records
| Épreuve | Épreuve   | Temps   | Lieu    | Date            |
| ------- | --------- | ------- | ------- | --------------- |
| 400 m   | Plein air | 45 s 28 | Nairobi | 30 juillet 2010 |